# Rothesay International Eastbourne 2024
Das Rothesay International Eastbourne 2024 war ein WTA-Tennisturnier der WTA Tour 2024 für Damen und ein ATP-Tennisturnier der ATP Tour 2024 für Herren in Eastbourne. Die Turniere fanden parallel vom 24. bis 29. Juni 2024 statt.

## Herrenturnier
→ Qualifikation: Rothesay International Eastbourne 2024/Herren/Qualifikation

## Damenturnier
→ Qualifikation: Rothesay International Eastbourne 2024/Damen/Qualifikation